# Anopheles rondoni
Anopheles rondoni är en tvåvingeart som beskrevs av Arthur Neiva och Pinto 1922. Anopheles rondoni ingår i släktet Anopheles och familjen stickmyggor. Inga underarter finns listade i Catalogue of Life.